# Sunset (album)
Pour les articles homonymes, voir Sunset.
Albums de Superbus
Happy BusDay: The Best of Superbus
(2010) Sixtape
(2016)
Singles
1. All Alone
Sortie : 21 mai 2012
2. À la chaîne
Sortie : 6 août 2012
3. Whisper
Sortie : 5 novembre 2012
4. Smith'n'Wesson
Sortie : 20 mars 2013

Sunset est le cinquième album du groupe français Superbus, sorti le 27 août 2012. 
All Alone est le premier single extrait de cet album et À la chaîne en est le deuxième single, tandis que le titre Whisper fait office de troisième extrait.

## Historique
Au cours la tournée Superbus chantent leurs plus grands succès en 2010 après la sortie de leur album compilation Happy BusDay: The Best of Superbus, des tensions apparaissent au sein du groupe. Le groupe a alors envie de faire une longue pause.
L'album est enregistré à Los Angeles en Californie aux États-Unis. Jennifer Ayache revient sur l'enregistrement de l'album sur la chanson All Alone en entonnant « J'avais des envies de L.A./J'ai fini par le faire/Peut-être un peu tôt/Un peu solitaire/Le voyage est beau ». L'album est réalisé par l'américain Billy Bush.

## Promotion
Superbus dévoile son premier single, All Alone fin mai 2012, avant la sortie du clip-vidéo en début juin. En juillet 2012, sort le deuxième single À la chaîne, suivi par un court-métrage mi-août.
Le 23 août 2012 est réalisé une pré-écoute avec des fans du groupe dans les locaux d'Universal Music France.

## Accueil

### Accueil critique
Jonathan Hamard de Charts in France déplore que « les paroles manquent parfois d'un peu de profondeur ». Hamard apprécie la « mise en avant » d'une voix « beaucoup mieux travaillée » de Jennifer Ayache.

## Liste des titres
| No  | Titre                          | Auteur                             | Durée |
| --- | ------------------------------ | ---------------------------------- | ----- |
| 1.  | All Alone                      | Jennifer Ayache                    | 3:39  |
| 2.  | À la chaîne                    | Jennifer Ayache, Patrice Focone    | 3:49  |
| 3.  | Smith'n'Wesson                 | Jennifer Ayache                    | 3:42  |
| 4.  | Mini                           | Jennifer Ayache, Stephen J. Munson | 2:26  |
| 5.  | L'annonce                      | Jennifer Ayache                    | 2:52  |
| 6.  | Whisper (feat. Richie Sambora) | Jennifer Ayache                    | 3:47  |
| 7.  | Calling You                    | Jennifer Ayache                    | 2:20  |
| 8.  | Mrs Better                     | Jennifer Ayache, Patrice Focone    | 3:11  |
| 9.  | Get Real                       | Jennifer Ayache                    | 3:20  |
| 10. | Duo (feat. Marco Kamaras)      | Jennifer Ayache                    | 3:36  |
| 11. | L'été n'est pas loin           | Jennifer Ayache, Patrice Focone    | 3:00  |

| 12. | La cible                                             | Jennifer Ayache                          | 2:48 |
| 13. | Baisse ton froc                                      | Jennifer Ayache                          | 2:30 |
| 14. | Video Killed the Radio Star (reprise de The Buggles) | Geoff Downes, Trevor Horn, Bruce Woolley | 3:13 |